# Амбон (остров)
Амбо́н (индон. Pulau Ambon) — остров в Молуккском архипелаге в Индонезии. Площадь острова 775 км². Население — 361 287 чел. На острове Амбон расположен одноимённый город и порт (в 1990 население составляло 275 888 чел.), который является административным центром провинции Малуку. В Амбоне есть аэропорт, государственный университет Паттимура и несколько частных высших учебных заведений.

## География
Остров Амбон расположен недалеко от юго-западного побережья более крупного острова Серам. Находится в северной части кольца вулканических островов, окружающего море Банда. Длина острова — 51 км, он покрыт горами, почвы плодородны, остров хорошо обеспечен пресной водой, его форма неправильная, фактически остров состоит из двух частей. Юго-восточная меньшая часть, полуостров (носит название Лейтимор), присоединён к северной (Хито) узким перешейком. Город Амбон находится в северо-западной части Лейтимора, напротив Хито, на берегу безопасной гавани Амбойна.
Наиболее высокими вершинами острова являются вулканы Вавани (1100 м) и Салахуту (1225 м), они богаты горячими источниками и фумаролами. Преобладают гранитные и серпентиновые скалы, но берега залива Амбойна меловые и на них находятся пещеры со сталактитами.
Неосвоенная человеком территория Амбона покрыта тропическими лесами, входящими в экологический регион Серамских дождевых лесов вместе с территорией соседнего Серама. Серам, Амбон и большая часть Молуккских островов являются частью Уоллесии, региона, отделённого глубоководными проливами от Азиатского и Австралийского континентов, с которыми никогда не соединялся по суше.
Как результат изоляции на Амбоне проживают эндемичные виды животных; наибольшее число видов — птицы. Насекомые весьма разнообразны, особенно бабочки. Раковины моллюсков отличаются крупными размерами и большим разнообразием. Черепаховая кость являлась предметом экспорта.

## Климат
Среднегодовая температура — 27 °C, редко опускается ниже 22 °C. Тропические ливни очень сильные, особенно после восточных муссонов, остров подвержен действию тайфунов. Сезон дождей (с октября по апрель) соответствует периоду западных муссонов.

## История
В 1513 португальцы стали первыми из европейцев, высадившихся на Амбоне, и он стал новым центром португальской деятельности на Молуккских островах после изгнания с Тернате. Тем не менее, португальцы постоянно подвергались нападениям местных жителей-мусульман на северном берегу острова, в особенности в Хиту, которая поддерживала торговые и религиозные связи с крупнейшими портовыми городами северного побережья Явы. В 1521 году они основали факторию, но вплоть до 1580 года её существование не было мирным. В действительности португальцы никогда не контролировали местную торговлю специями, а также не смогли укрепить своё влияние на островах Банда, центра производства мускатного ореха. Креольский торговый язык португис, тем не менее, был популярен в XIX столетии, многие местные семьи до сих пор носят португальские фамилии и претендуют на португальское происхождение.
Португальцев вытеснили голландцы в 1605 году, когда Стивен ван дер Хаген захватил форт без единого выстрела. На Амбоне находилась штаб-квартира Голландской Ост-Индской компании (VOC) с 1610 по 1619 годы, пока не была построена Батавия (сегодня Джакарта). Около 1615 года англичане создали поселение на острове у Камбелло, которое существовало до 1623 года, пока не было уничтожено голландцами. Обитателей колонии ждали страшные пытки, деревня была полностью разрушена. В 1654 году после долгих бесплодных переговоров Оливер Кромвель заставил Голландскую республику выплатить 300 000 гульденов в качестве компенсации потомкам тех, кто пострадал во время «Амбонской резни», как и во время аналогичных событий на Манхэттене. В 1673 году поэт Джон Драйден написал свою трагедию Амбония; или жестокость голландцев к английским торговцам. В 1796 году британцы под командованием адмирала Рейнье захватили Амбон, но вернули голландцам по амьенскому соглашению в 1802 году. Снова британцы захватили остров в 1810 году, но и в этот раз в 1814 году остров вернулся к голландцам. Амбон стал мировым центром производства гвоздики и оставался им всё XIX столетие, так как голландцы запретили выращивать гвоздичные деревья на всех других островах, на которые распространялось их власть, чтобы обеспечить монополию Амбону.
В голландский период в городе Амбон находилась резиденция представителя Голландии и командующего вооружёнными силами на Молуккских островах. Город был под защитой форта Виктория, а в Энциклопедии 1911 года его характеризовали как «ухоженный небольшой городок с широкими улицами, очень зелёными». Население делилось на две категории: orang burger или горожане и orang negri или сельские жители, первая категория пользовалась привилегиями, предоставленными их предкам старой Голландской Ост-Индской компанией. Кроме них, кроме голландцев, проживали арабы, китайцы и несколько португальцев.
Город Амбон стал крупной голландской военной базой, которая была захвачена японцами в результате сражения за Амбон в 1942 году во время Второй мировой войны. За битвой последовал расстрел более 300 военнопленных на аэродроме Лаха.
Индонезия провозгласила независимость в 1945 году. Из-за этнических и религиозных распрей, а также из-за того, что президент Сукарно строил в Индонезии унитарное государство, Амбон стал местом революции против индонезийского правительства, в результате которой в 1950 году была провозглашена Республика Южных Молуккских островов. С 1999 по 2002 годы Амбон был центром религиозного конфликта на Молуккских островах.

## Демография
Амбонезцы имеют малайско-папуасское происхождение. Большинство из них христиане или мусульмане. Преобладающий язык — амбонезский малайский, также известный как амбонезский. Он возник как язык торговцев центральных Молуккских островов и сейчас распространён на Молуккских островах повсеместно как второй язык. Старый креольский язык Тернатеньо (португис) на сегодняшний день мёртв. На Амбоне среди индонезийцев широко распространён билингвизм (второй язык — индонезийский).
Отношения между мусульманским и христианским населением острова весьма напряжённые, как и между этническими амбонезцами и трансмигрантами с Явы.

## Экономика
Маниок и саго — главные культуры на острове, также выращивается хлебное дерево, сахарный тростник, кофе, какао, перец и хлопок. Кроме того, рацион местных жителей пополняется за счёт охоты и рыболовства. Мускатный орех и гвоздика являлись основными статьями экспорта, но сегодня выращиваются в ограниченном количестве. Копра также является экспортируемым товаром. Древесина Амбона, получаемая от птерокарпуса индийского, высоко ценится как поделочный материал, на сегодняшний день главным образом добывается на Сераме.